# DraftSight
DraftSight és un programari de disseny CAD propietari i gratuït, per a enginyers, arquitectes, dissenyadors, ponents, estudiants i mestres. El producte és de Dassault Systèmes i permet crear, editar i visualitzar arxius DWG i DXF. Els arxius DWG contenen dades binàries dels dissenys CAD i és el format de dibuix de molt programes de CAD. DWG és una abreujatura de "Drawing". Un arxiu DXS (Drawing Exchange File) s'utilitza per convertir arxius CAD a un format genèric que es pugui llegir des d'altres productes CAD.
DraftSight competeeix contra més de tres dotzenes de productes 2D/3D que hi ha al mercat. El producte per a Windows va veure llum el Febrer de 2011 i se'l van descarregar fins a 1,8 milions de persones fins al Desembre de 2011.
Idiomes: Anglès, Xinès Simplificat, Xinès Tradicional, Xec, Francès, Alemany, Italià, Espanyol, Japonès, Coreà, Polonès, Portugués Brasiler, Turc i Rus.

## Portabilitat
DraftSight carrega ràpid i té una mida de 76Mo. El directori d'aplicació arriba fins a 185Mo. El programari utilitza ARES de Graebert GmbH com a plataforma.

## Formats d'arxiu
DraftSight permet als usuaris accedir a arxius DWG/DXF, tant se val quin programari de CAD l'hagi generat. DraftSight fa ús de les especificacions de l'Open Design Alliance del Teigha™ Classic per arxius .dwg i Teigha per arxius .dwg, per interpretar el format d'arxiu DWG.

## Plataformes / Sistemes operatius
DraftSight funciona amb Linux i Mac OS X (ambdós en fase beta, encara); i també amb Microsoft Windows XP, Windows Vista, Windows 7.

## Funcions del DraftSight
- Suporta lectura i escriptura dels arxius DWG/DXF
- Permet desar arxius DWT/DWG/DXF a versions prèvies (cal activació per correu-e)
- Crear arxius DXF binaris o ASCII
- Afegir-hi imatges (.bmp, .gif, .jpg, .jpeg, .png, .tif i .tiff)
- Afegir referències a dibuixos externs
- Imprimir en formats d'arxiu .plt, .jpg, .pdf, .png i .svg
- Desar com a .wmf?, .jpeg, .pdf, .png, .sld, .svg, .tif i .stl
- Creació de multipàgines PDF
- Publicar a eDrawings o Drawings Now
- Exportar a arxius *.bmp, *.emf, *.jpg,*.pdf, *.png, *.sld,*.svg i *.tiff

## Històric de versions
- Beta inicial per Windows: Juny de 2010
- Beta I per Mac: Setembre 2010
- Versió general per Windows: Febrer 2011
- Beta per Linux: Març 2011
- Beta II per Mac: Març 2011
- Service Pack V1R1.4 per totes les plataformes (Linux/Mac com a beta): Gener 2012
- Service Pack V1R2.0 per totes les plataformes (Linux/Mac com a beta): Maig 2012

## Característiques
DraftSight es va dissenyar per a usuaris CAD professionals, i inclou:
- Cartesian coordinate system
- Línia d'ordres
- Barres i menús tradicionals
- Panoràmica i zoom per a ratolins amb rodeta
- Arxius per blocs i referències
- Capes i gestor de capes
- Polygonal ViewPorts
- Bloqueig de ViewPort
- Freeze, bloqueig en desactivació de capes per ViewPort
- Màscares de fons per notes
- Gestor de propietats
- View proxy objects
- Panoràmica i zoom dinàmics
- Comandes àlies
- Arxius de menú
- Taules d'estil d'impressió CTB i STB
- Fonts SHX i TrueType
- Arxius LineStyle
- Arxius de patró Hatch
- Plantilles

## Comunitat d'usuaris en línia
Dassault Systèmes té una comunitat SwYm (See What You Mean) en línia per als usuaris de DraftSight. Permet fer preguntes, expressar opinions, col·laborar, corregir problemes i compartir ideies. Segons la revista Machine Design, els enginyers cada cop tendeixen més a accedir a xarxes socials orientades a la indústria per col·laborar en projectes. La comunitat també té un munt de recursos formatius.

## Tutorials / Formació
Dassault Systèmes ofereix recursos gratuïts en video. altres recursos són disponibles sense cost a la DraftSight SwYm Community.

## Educació
- DraftSight és gratuït per a estudiants individuals i mestres
- DraftSight Premium for Education Classroom Pack and Campus Pack inclou suport per telèfon i correu-e, accés a les APIs de DraftSight, llicenciament per xarxa i currículum i recursos formatius addicionals en línia a la No-Cost Community Support.

## Suport tècnic
- No-Cost Community Support
- DraftSight Premium Pack: Suport tècnic de pagament per telèfon i correu-e, amb llicenciament per xarxa i accés a les APIs de DraftSight.